# Jerseyville
Jerseyville è un comune degli Stati Uniti d'America, situato in Illinois, nella Contea di Jersey, della quale è il capoluogo.